# Tyśmienica (gmina)
Tyśmienica – dawna gmina wiejska istniejąca w latach 1867–1954 na Lubelszczyźnie. Siedzibami gminy były: w latach 1867–1944 Tyśmienica, a w 1944–54 Babianka.
Gmina Tyśmienica powstała w 1867 w Królestwie Kongresowym a po jego podziale na powiaty i gminy z początkiem 1867 roku weszła w skład w powiatu włodawskiego w guberni lubelskiej (w latach 1912–1915 jako część guberni chełmskiej). Jednostka nie jest wymieniona w wykazie gmin powiatu włodawskiego z 1879, co może oznaczać, że jednostka została przez pewien czas zniesiona, lecz w wykazie z 1921 roku gmina Tyśmienica wchodzi już w skład woj. lubelskiego.
W 1924 roku w skład gminy wchodziły: Babianka wieś, kol., folwark; Buradów wieś; Kokwa osada młyńska; Kolechowice kol.; Kolechowice Folwark kol.; Kolechowice Stare wieś; Królewski Dwór folwark; Laski wieś, leśniczówka; Prokop osada młyńska; Siedliki wieś; Tyśmienica wieś, folwark.. Podczas okupacji gmina należała do dystryktu lubelskiego (w Generalnym Gubernatorstwie). W 1944 roku siedzibę gminy przeniesiono z Tyśmienicy do Babianki.
Według stanu z dnia 1 lipca 1952 roku gmina Tyśmienica składała się z 9 gromad. Jednostka została zniesiona 29 września 1954 roku wraz z reformą wprowadzającą gromady w miejsce gmin. Po reaktywowaniu gmin z dniem 1 stycznia 1973 roku gminy Tyśmienica nie przywrócono, a z jej dawnego obszaru oraz z części obszaru dawnej gminy Milanów utworzono nową gminę Parczew.